# Международный год астрономии
Международный год астрономии (МГА-2009, 2009 год) — международный год ООН, провозглашённый на 62-й сессии Генеральной Ассамблеи ООН. Инициаторы года — Международный астрономический союз и ЮНЕСКО.
Год приурочен к 400-летнему юбилею: в 1609 году Галилео Галилей первым использовал телескоп для наблюдения за планетами.
Президент Международного астрономического союза (МАС) Катрин Цесарски: «Международный год астрономии 2009 даёт всем странам возможность принять участие в происходящей сейчас захватывающей научно-технической революции».
Слоган МГА-2009 — «The Universe, Yours to Discover» («Вселенная — для Вас»).

## История
23 июля 2003 года на Генеральной Ассамблее МАС в Сиднее (Австралия) была принята резолюция о провозглашении 2009 года Международным годом астрономии. 2009 год был выбран в связи с 400-летием наблюдений за небом.
Генеральная конференция ЮНЕСКО на своей 33-й сессии рекомендовала Генеральной Ассамблее ООН объявить 2009 год международным годом астрономии.
20 декабря 2007 года на 62-й сессии Генеральная Ассамблея ООН провозгласила 2009 год Международным годом астрономии.
Проведение года разбито на несколько этапов:
- I. Планирование (2006—2007).
- II. Подготовка (2008).
- III. Выполнение (2009).
- IV. Закрытие, продолжение, оценка (2010).

## Концепция
«Помочь гражданам всего мира вновь открыть своё место во Вселенной через созерцание дневного и ночного неба — и тем самым поощрять способность людей делать открытия и удивляться. Все люди должны осознать роль астрономии и других наук в нашей повседневной жизни и понять, каким образом научные знания могут способствовать созданию более справедливого и мирного общества.»

## Цели
- Стимулировать во всём мире, особенно среди молодёжи, интерес к астрономии и науке в целом в рамках центральной темы: «Вселенная — для Вас».
- Содействовать правильному восприятию творческих аспектов астрономии, которые представляют собой бесценный общий ресурс для всех стран.

Преследуемые цели МГА:
1. Увеличение научного понимания.
2. Широкое распространение доступа к новым знаниям и наблюдениям астрономических событий.
3. Расширение прав и возможностей астрономических сообществ в развивающихся странах.
4. Поддержание и увеличение как формального, так и неофициального образования.
5. Модернизация образов науки и учёных.
6. Содействие в образовании новых сетей и усилении существующих.
7. Улучшение гендерного баланса ученых представленных на всех уровнях и способствование более активному участию не достаточно представленных меньшинств в научной и инженерной карьере.
8. Облегчение сохранения и защиты культурного и естественного наследия тёмных небес в мире на местах. Таких как: городские оазисы, национальные парки и астрономические участки.

## Деятельность в рамках Года
В течение года по всему миру будут проведены мероприятия, посвящённые астрономическим вопросам.

### События и встречи
8—12 сентября 2008 года состоялся съезд JENAM 2008 (Joint European and National Astronomy Meeting — Объединённый съезд Европейского и национальных астрономических обществ, Ежегодный съезд европейских астрономов) в Вене, Австрия. Он посвящён приготовлениям к МГА-2009.
15—16 января 2009 года состоялась торжественная церемония открытия астрономического года в штаб-квартире ЮНЕСКО в Париже.
На церемонии присутствовали представители более 100 стран: лауреаты Нобелевских премий, студенты, учёные, главы государств.
В первый день церемонии были проведены лекции об истории и текущем состоянии астрономии.
16 января состоялась видеоконференция с Very Large Telescope. В программу мероприятия вошли такие вопросы как поиск внеземной жизни, параллельные вселенные, пульсары, планетарные туманности, сверхновые звезды, чёрные дыры, космические телескопы Хаббл и Джеймс Уэбб, третья программа фундаментальных космических исследований ЕКА Cosmic Vision.
Также на церемонии открытия астрономы мира проведут демонстрацию под названием «24 hours of e-VLBI». При помощи технологии электронной радиоинтерферометрии со сверхдлинными базами они объединят наблюдения 17 радиотелескопов. На 24 часа будет функционировать самый большой и чувствительный радиотелескоп. В результате будут получены высокочёткие изображения, превышающие чёткостью результаты оптических телескопов примерно в сто раз.
19—23 января 2009 в рамках МГА-2009 был проведён симпозиум Международного Астрономического союза № 260 «Роль астрономии в обществе и культуре» в штаб-квартире ЮНЕСКО, в Париже. Его основными темами стали: Астрономия в культуре и культура в астрономии, Астрономия и общество, и Изучение астрономии в мире.
2—5 апреля в рамках МГА-2009 в 130 странах мира все желающие смогли понаблюдать за небом в профессиональный телескоп.
3—14 августа — XXVII Генеральная ассамблея МАС.
25—31 октября — 17-я ежегодная встреча SEAC (Society for European Astronomy in Culture).

### Проекты

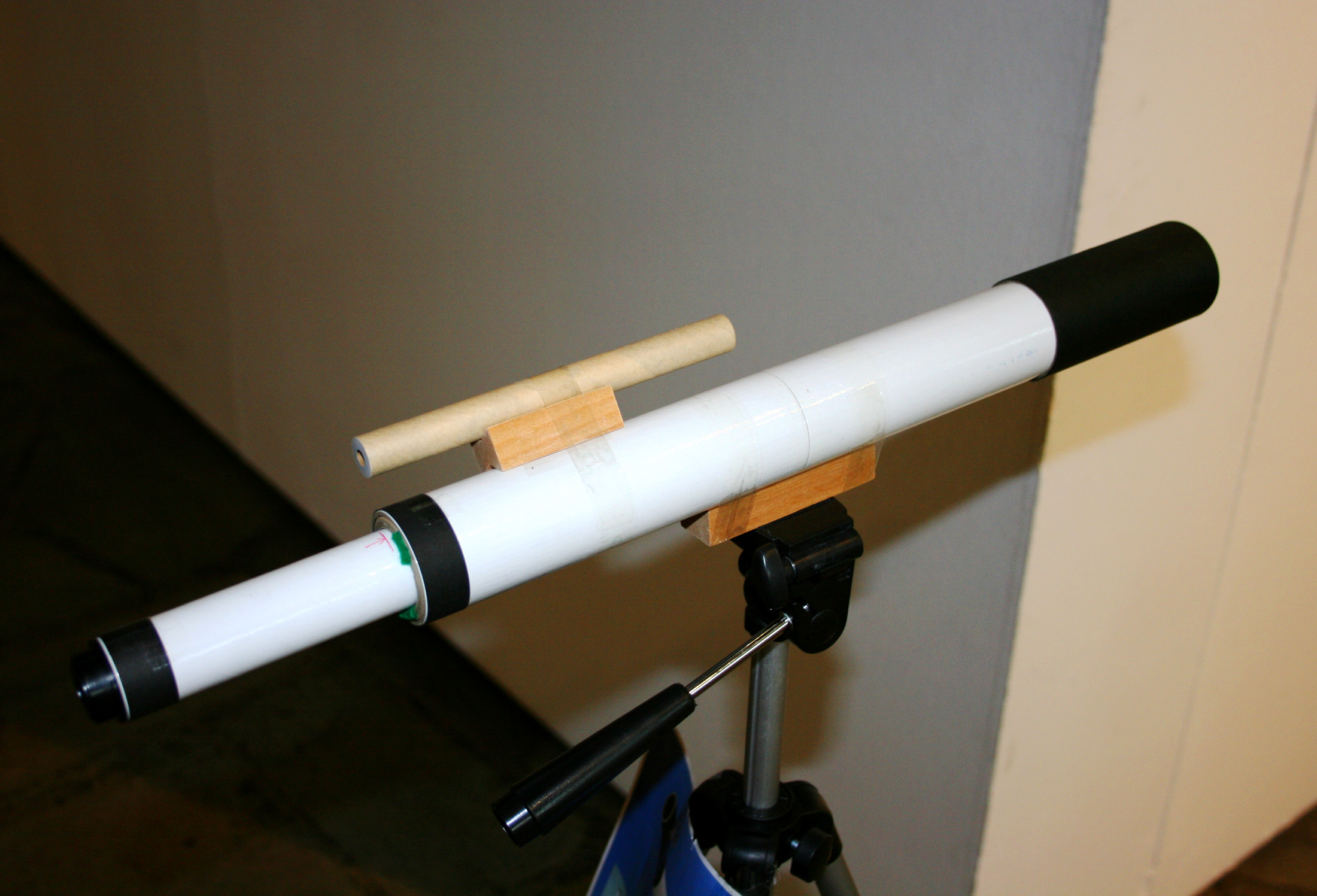
Галилеоскоп

В 2009 году, в рамках МГА-2009 были запланированы следующие основные проекты:
1. «100 часов астрономии» — со 2 по 5 апреля большому количеству людей будет предоставлена возможность заглянуть в телескоп.
  - По мотивам «100 часов астрономии» был разработан проект Galilean Nights, назначенный на 23-24 октября[15].
2. «Галилеоскоп» — создание дешёвого телескопа[16][17]. Доступен для заказа с 4 марта[18].
3. «Космический дневник» — на протяжении года профессиональные астрономы всего мира вели блог[19], посвящённый жизни астрономов, а также мероприятиям МГА-2009.
4. «Дверь во Вселенную» — разработка интернет-портала, объединяющего информацию об астрономии. Открыт 23 апреля 2009 года[20].
5. «Она — астроном» — проблема неравенства полов в астрономии.
6. «Проблема тёмного неба» — ставит целью уведомить общество о загрязнении неба пылью и освещением.
7. Астрономическое и мировое наследие.
8. Программа подготовки преподавателей «Галилео-учитель».
9. Осознание Вселенной.
10. «С Земли во Вселенную» предполагал проведение выставок изображений, сделанных астрономами в общественных местах.
11. Глобальное развитие астрономии.

Также существует несколько интересных проектов, не являющихся глобальными
1. 365 дней астрономии — проект США, в рамках которого каждый день на веб-сайте публикуется подкаст на астрономическую тему.
2. Eyes on the Skies — книга и фильм о 400-летней истории астрономии.

### В сети Интернет
В сети Интернет Международный год астрономии представлен:
- 137 версии сайта для разных языков
- 35 ветвей на сайте ООН
- 99 национальных веб-сайтов
- 11 краеугольных проектов
- 11 тематических групп
- 9 специальных проектов

### Официальные сайты
- Официальный сайт  (англ.)
- Официальный сайт (рус.)
- Видео на Youtube (англ.)
- Twitter (англ.)
- Facebook (англ.)

### Новостные обзоры
- «Поиск». Глаза — к небу. Светлана Беляева
- Астрономы открывают год астрономии, чтобы напомнить людям о звёздах
- Астрономы попытаются имитировать телескоп размером с Землю
- Эхо Москвы: ЮНЕСКО обозначила приоритеты 2009 года
- Астрономический год. Кому нужна астрономия